# Javier Ibarra Murillo
Javier Ibarra Murillo (Lacabe, Valle de Arce, Navarra, 26 de noviembre de 1876 - Roncesvalles, 12 de septiembre de 1955) fue un sacerdote e historiador español que ganó notoriedad en Navarra donde publicó varias obras especialmente varias libros de biografías de personajes navarros en un período que iba desde el siglo XVI a principios del siglo XX.

## Biografía
Nacido en Lacabe, en casa Ederrena; su padre era de Lacabe y su madre de Villanueva de Arce. Estudió Humanidades, Filosofía y Teología en el Seminario de Pamplona. Fue ordenado sacerdote en 1900, y ejerció en Ostiz, Lacabe y Muniáin (1901), Arrieta, (1901), Villanueva de Arce (1911-13), Arraiz-Orquín (1913), Viscarret-Guerendiáin (1920) e Iráizoz (1922).
En 1922 ingresa en la Real Colegiata de Santa María de Roncesvalles, y es canónigo regular desde 1923, ejerciendo desde 1939 como profesor de historia, y aprovechando su archivo para escribir la historia de Roncesvalles, obra que recibió el premio “Patronato de la Biblioteca Olave” de 1934. 
Fue socio de la Sociedad de Estudios Vascos, y colaborador de La Hormiga de Oro y de La Avalancha.

## Obras
Estas obras están digitalizadas y disponibles en el servicio de la Biblioteca Navarra Digital
- Historia de Roncesvalles, Pamplona, La Acción Social, 1936.[2] Esta obra recibió el Premio Biblioteca Olave.
- Historia del Monasterio Benedictino y de la Universidad de Irache, (1940).
- Ilustres navarros del siglo XVI / por un navarro, Pamplona, Imp. Jesús García, 1951.[3]
- Biografías de los ilustres navarros del siglo XVII, Pamplona, Imp. Jesús García, 1951.[4]
- Biografías de los ilustres navarros del siglo XVIII, Pamplona, Imp. Jesús García, 1952.[5]
- Biografías de los ilustres navarros del siglo XIX y parte del XX, Pamplona, Imp. Jesús García, 1953.[6]

## Premios y reconocimientos
- En 1934, por su obra Historia de Roncesvalles recibió el premio «Patronato de la Biblioteca Olave» por un importe de 5000 pesetas.